# ТГМ3
ТГМ3 — серийный советский 4-осный Тепловоз с Гидропередачей Маневровый тип 3, разработанный на Людиновском Тепловозостроительном заводе. 

## История
Тепловоз был разработан на основе маневрового тепловоза ТГМ2. Ввиду загруженности Ворошиловградского тепловозостроительного завода строительством магистральных тепловозов, разработанный его конструкторским бюро и выпущенный опытной партией ТГМ2 для серийного выпуска передали на Людиновский тепловозостроительный завод. В конструкторском бюро Людиновского завода проект тепловоза существенно переработали, так что новый тепловоз получил новый индекс ТГМ3. Первые пять тепловозов ТГМ3 были выпущены заводом в 1959 году.
В различных модификациях тепловоза строился 19 лет (с 1959 по 1977). Всего построено 3538 тепловозов, в том числе 1182 тепловоза для МПС, а остальные тепловозы для различных ведомств и на экспорт.

## Эксплуатационные показатели и конструкция
При сцепном весе в 68 тонн тепловоз развивал силу тяги длительного режима в 20000-20400 кгс. при скорости в 9 км/ч., что позволяло ему на руководящем подъёме в 9 ‰ тянуть состав массой в 1500 тонн, а на ровных площадках станций и перегонов — 2000 тонн со скоростью до 28 км/ч. При скорости маневровых работ в 7-17 км/ч тепловоз имел КПД в 27-28 %. Максимальная скорость на маневровом режиме — 30 км/ч, на поездном — 60 км/ч.

### Дизельный двигатель
На ранние тепловозы устанавливался дизельный двигатель М751 ленинградского завода Звезда — 4-тактный, V-образный, 12-цилиндровый, с наддувом от приводного нагнетателя, рабочим объёмом 62.6 литра, мощностью 750 л.с. при 1400 об/мин. В дальнейшем двигатель был заменён на новый М753 аналогичных размеров и мощности, но без устройств воздушного пуска, заменённых на электростартёры.

Управление тепловоза осуществлялось 16-позиционным контроллером машиниста.
Электрическая схема цепей управления предусматривала возможность работы по системе многих единиц.

### Передача
Изначально на тепловозах применялась гидропередача гидромеханического типа, состоявшая из разветвителя потоков, одного комплексного гидротрансформатора, соединителя потоков и двухступенчатой коробки передач с механическим переключением двух ступеней в движении. В дальнейшем она была заменена на гидропередачу гидродинамического типа, состоявшую из мультипликатора, двух простых гидротрансформаторов и одной гидромуфты, с гидравлическим переключением двух ступеней в движении. А на тепловозах последней модификации применялась такая же гидропередача, но без гидромуфты. Все три гидропередачи дополнялись механическим реверс-редуктором и так называемым режимным редуктором, обеспечивающим два ходовых режима: маневровый и поездной. Оба редуктора управлялись общим пятипозиционным переключателем (4 позиции и нейтраль), а выбор режима движения только на стоящем тепловозе.

На опытном тепловозе ТГС1 была применена гидропередача на основе объёмного гидропривода.

### Экипажная часть
Тепловоз рамной конструкции с двумя независимыми 2-осными тележками (осевая формула 20—20). Тележки челюстного типа, конструктивно близкие 3-осным тележкам тепловоза ТЭ3.

Кузов — капотной компоновки, кабина сдвинута к задней части тепловоза. Основной пульт управления движением справа по ходу тепловоза. В дальнейшем компоновка тепловоза ТГМ3 стала канонической для всех выпускаемых в СССР и России 4-осных маневровых тепловозов с гидропередачей.

На тепловозе ТГМ3Б-2000 было применено пневмоподвешивание вместо рессорного.

### Электрооборудование
Тепловоз имеет бортовую сеть постоянного тока для запуска дизеля и питания цепей управления им, для питания электромоторов вспомогательных машин, цепей освещения и радиосвязи. Номинальное напряжение бортовой сети — 75 В.
Бортовая сеть тепловоза питается постоянным током 75 В от вспомогательного генератора. Тип генератора — ВГТ-275/150; мощность — 8 кВт; число полюсов — 6. Вспомогательный генератор вместе с генератором вентилятора холодильника объединён в один двухмашинный агрегат, вал которого приводится во вращение от вала дизеля через клиноременную передачу. На валу агрегата находятся якоря двух генераторов, а между ними — колесо вентилятора, обеспечивающее самовентиляцию агрегата. Номинальная частота вращения вала агрегата — 1800 об/мин (при частоте вращения вала дизеля 1400 об/мин). Автоматическое поддержание напряжения 75 В на вспомогательном генераторе осуществляется регулятором напряжения типа ТРН-1. Данный регулятор при отклонении напряжения генератора от номинального (из-за изменения частоты вращения дизеля либо нагрузки бортовой сети) осуществляет стабилизацию напряжения путем изменения сопротивления в цепи обмотки возбуждения генератора. Регулятор поддерживает напряжение в пределах 73-77 В. 
При остановленном дизеле или неисправном вспомогательном генераторе бортовая сеть питается от свинцово-кислотной аккумуляторной батареи типа 6СТЭМ-140М. Эта же батарея используется для запуска дизеля. Батарея состоит из 10 секций, соединённых в две параллельные группы по 5 последовательных секций в каждой группе. Каждая секция состоит из 6 последовательно включенных аккумуляторов. Ёмкость батареи — 280 Ач, номинальное напряжение — 60 В, число аккумуляторов —  60.
На тепловозе используется электрическая передача для привода вентилятора холодильной камеры (холодильника). Она состоит из генератора и двигателя вентилятора холодильника. Генератор вентилятора холодильника вместе со вспомогательным генератором объединён в двухмашинный агрегат, приводимый во вращение от дизеля. Генератор вентилятора вырабатывает постоянный ток напряжением 115 В, которым питается электродвигатель вентилятора холодильника. Электродвигатель вращает крыльчатку вентилятора. Тип генератора вентилятора холодильника — ВТ-275/120; мощность — 13,8 кВт; число полюсов — 6. Тип двигателя вентилятора холодильника —  П-72; номинальное напряжение —  110 В; номинальный ток —  143(155) А; мощность — 12,5(13,8) кВт.

#### Система запуска дизеля
Перед запуском дизеля необходимо с помощью топливного насоса подать топливо из топливного бака в топливную систему дизеля. Для включения топливного насоса необходимо на пульте управления включить кнопку "Топливный насос". При этом напряжение 75 В бортовой сети поступает на электродвигатель топливного насоса и топливный насос начинает работать. Одновременно включается вентиль, разрешающий подачу масла в регулятор числа оборотов дизеля.
Запуск дизеля осуществляется путём раскрутки коленчатого вала дизеля электростартером типа ЭС-1. Для этого двигатель стартера на момент запуска подключают к аккумуляторной батарее. Перед этим осуществляется автоматическая прокачка дизеля маслом с помощью маслопрокачивающего насоса. Для запуска дизеля необходимо после включения топливного насоса на нулевой позиции главной рукоятки контроллера машиниста нажать кнопку "Запуск дизеля" (и держать её до окончания запуска). При нажатии кнопки напряжение 75 В поступает на электродвигатель маслопрокачивающего насоса и этот насос начинает работать, прокачивая масло через дизель.
Когда давление масла достигнет 1,2 атм, включается реле давления масла ДДМ и включает контактор КД. Контактор КД подключает к аккумуляторной батарее катушку контактора КП1. Контактор КП1 также включается и подключает к аккумуляторной батарее последовательно включённые блок-магнит дизеля и электродвигатель стартера. Блок-магнит вводит в зацепление шестерню стартера и зубчатый венец коленчатого вала дизеля. После этого включается контактор КП2. Он шунтирует катушку блок-магнита, тем самым подключая двигатель стартера напрямую к аккумуляторной батарее. Стартер раскручивает коленчатый вал дизеля, дизель запускается. Зацепление стартера и коленчатого вала механически прекращается, как только обороты дизеля станут выше оборотов стартера.
После запуска дизеля начинает работать вспомогательный генератор, включается его реле обратного тока. Оно включает контактор аккумуляторной батареи КБА, который выключает электродвигатель маслопрокачивающего насоса и контактор КД. Контактор КД выключает контакторы КП1 и КП2, а они отключают двигатель стартера от аккумуляторной батареи. Автоматическое выключение маслопрокачивающего насоса и стартера предусмотрено на случай, если после запуска кнопка "Запуск дизеля" не будет отпущена.

## Модификации

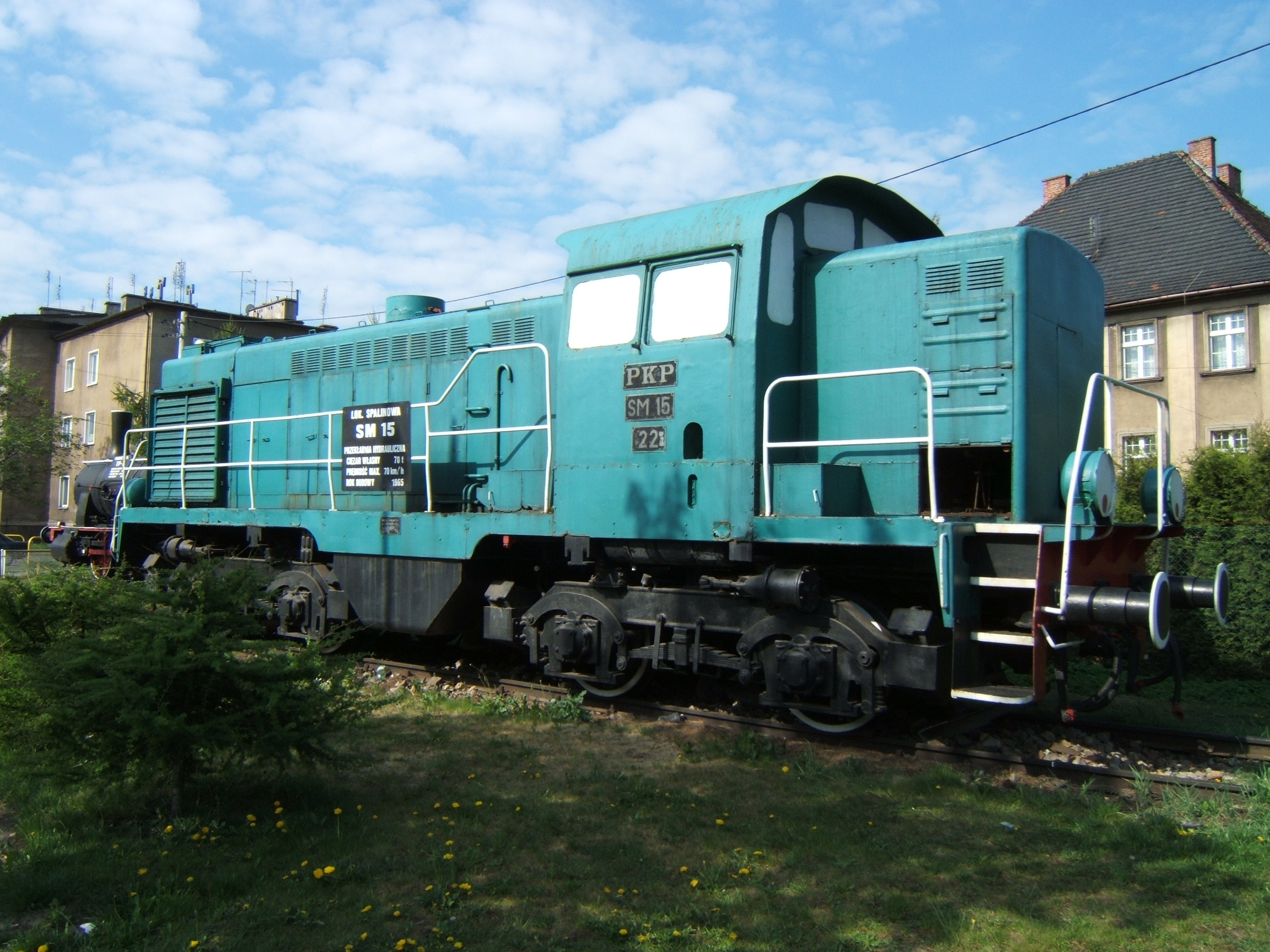
Польский SM15-22

ТГМ3
Базовая модификация с двигателем М751 и одноциркуляционной гидравлической передачей гидромеханического типа.
ТГМ3А
Модификация с двигателем М753 и трёхциркуляционной гидравлической передачей гидродинамического типа.
ТГМ3Б
Модификация с двигателем М753 и двухциркуляционной гидравлической передачей гидродинамического типа.
Также в процессе выпуска были построены два опытных тепловоза — ТГМ3М (модификация ТГМ3 с другим гидротрансформатором и рядом прочих изменений) и ТГМ3О (другое наименование — ТГС) с ).
В Польше по советской документации с 1963 по 1966 год выпускалась своя версия тепловоза, обозначавшаяся SM15. Один из тепловозов, поставленных в КНДР, был переоборудован в электровоз для местных грузовых перевозок.